# Vannerie

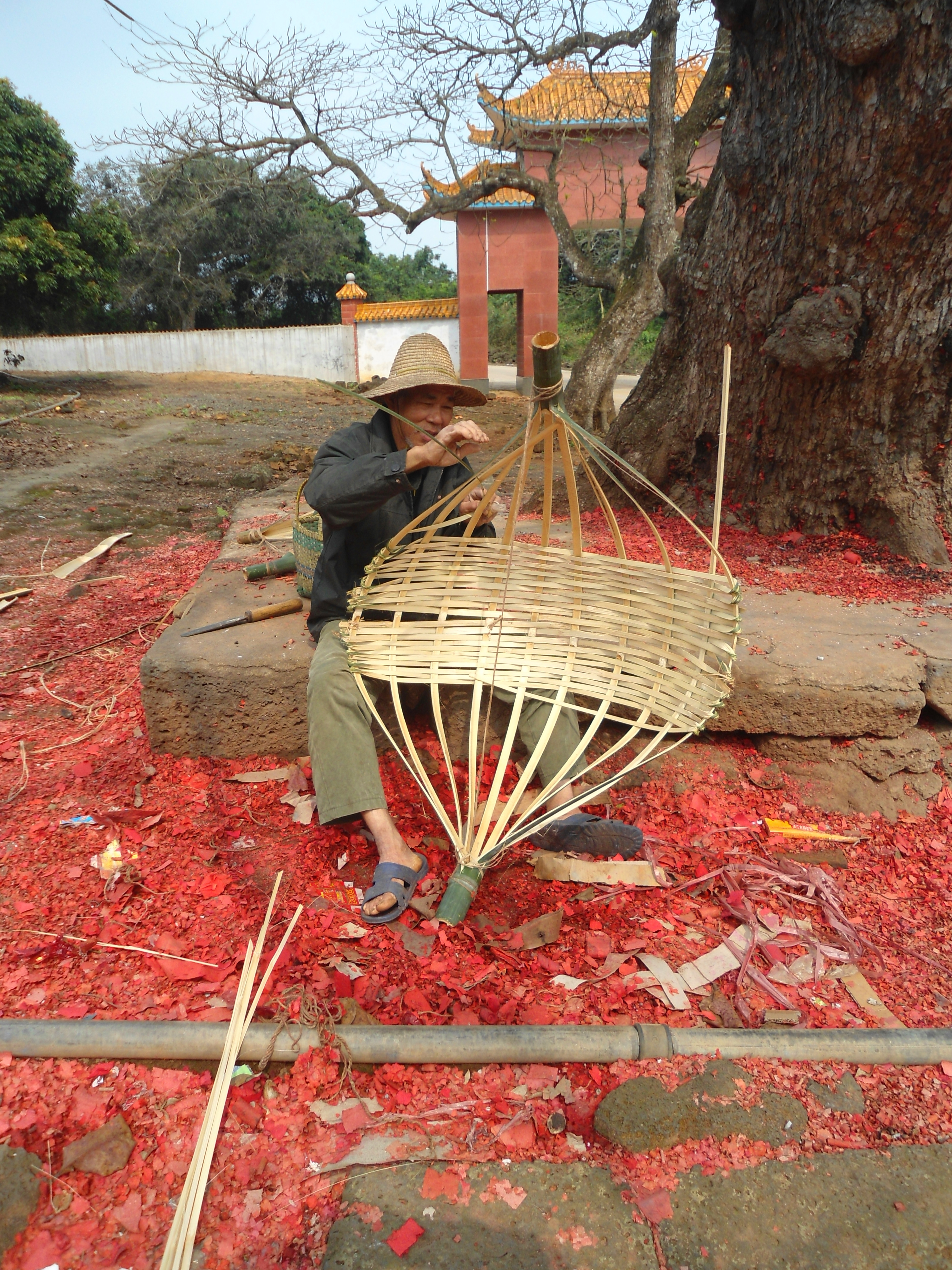
Vannerie de bambou en nappe, Hainan, Chine

La vannerie désigne l'art de tresser des fibres végétales comme l'osier, le bambou et le rotin, ainsi que les objets réalisés par cette technique, par exemple les paniers et les meubles en vannerie. Elle est pratiquée depuis au moins 10 000 ans. Les savoir-faire de la vannerie sont divers et sont continuellement développés par des sociétés du monde entier.

## Terminologie
Le mot tient son origine du van des agriculteurs. L'artisanat de la vannerie produit des vocabulaires techniques et locaux très divers.

## Archéologie et Histoire

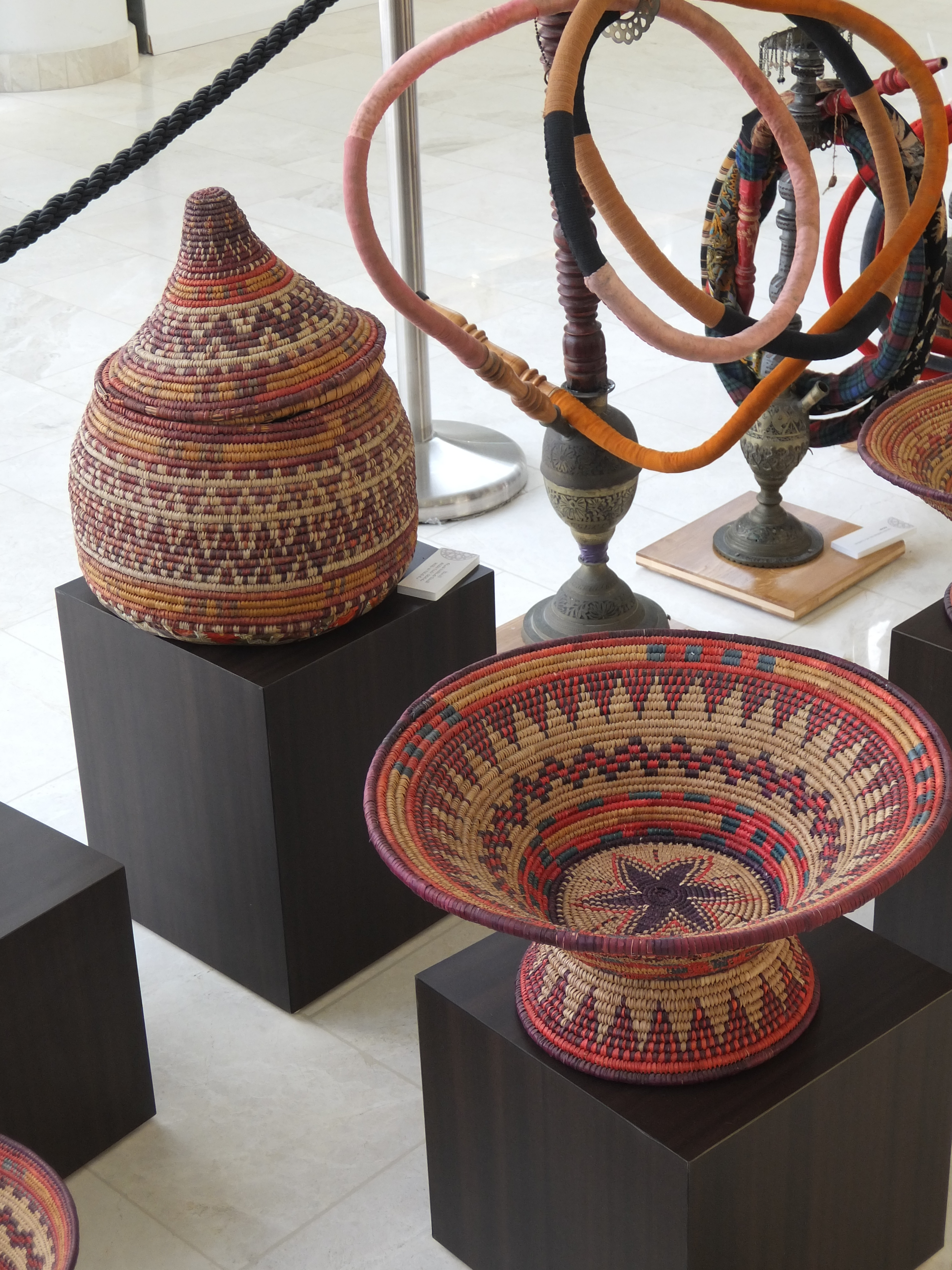
Objets yéménites en vannerie.

Les plus anciens objets de vannerie datés par la technique de datation au carbone 14, remontent à plus de 10 000 ans. Ces pièces de vannerie ont été découvertes à Fayum en haute Égypte. À cette même époque en Amérique, la vannerie pourrait avoir joué un rôle dans le développement de la culture des plantes à petites graines.
Les objets de vannerie étant constitués de matériaux biodégradables, il est rare d'en exhumer. Leur conservation dans le temps est liée à des conditions très particulières. Par exemple, la sécheresse en Égypte ; ou au contraire, le milieu anaérobique des tourbières ou des lacs. Parfois, on trouve traces de vanneries imprimées sur de la poterie, le tressage servant alors de support pour agglutiner l'argile et lui donner sa forme. Le fait que les vanneries articulent de nombreuses dimensions de la vie humaine – comme le rapport aux cycles des saisons, les innovations technologiques et l'alimentation – leur donne un grand intérêt archéologique.
On trouve des traces de paniers en vannerie préhistoriques en Europe (de). Dans la Grèce du sixième millénaire, la vannerie était pratiquée. On trouve en Corse des vanneries du quatrième millénaire.
Au Pérou, les techniques de vannerie se sont diffusées à des vitesses différentes.
La vannerie était largement pratiquée dans l'empire romain.
Dans la Caraïbe du XVIIe siècle, la vannerie était largement pratiquée. C'était une activité plutôt masculine. Les colons européens ont intégré de nombreuses vanneries caribes et kali'na dans leurs musées.
Dans l'Alaska du XVIIe siècle, de l'herbe était tressée pour faire des vanneries.
A Paris, la communauté des vanniers-quincaillers a des statuts depuis l'année 1467. Ils ont été confirmés par des lettres patentes de Louis XI et réformés sous le règne de Charles IX par arrêt du Conseil du mois de septembre 1561, enregistré au Parlement la même année. On ne sait d'où leur est venu le nom de quincaillers qu'ils ont dans leurs statuts. Les apprentis qui aspirent à la maîtrise sont obligés au chef-d'œuvre et le reste comme dans les autres corps. On compte à Paris environ trois cents maîtres vanniers.
Aux États-Unis, en 1909, la vannerie a été enseignée à l'école pour sa valeur civique en tant qu'« art colonial ».

## Techniques
La vannerie spiralée consiste en des brins de fibres formant un toron enroulé sur lui-même en spirale et généralement cousu. Elle utilise des matériaux très divers, comme les herbes, les feuilles, le bois, le plastique. La vannerie à nappes s'apparente au tissage et utilise le plus souvent des matières en forme de ruban. La vannerie tressée utilise des brins flexibles entrecroisés appelés respectivement les montants (le squelette de la structure) et les brins de clôture (les entrelacs autour des montants). Cette classe de vannerie est très répandue en Europe, on y distingue la vannerie à montants en arceau de la vannerie clayonnée, dite « à montants parallèles »[réf. nécessaire].
On peut discuter tout en faisant de la vannerie.

### Exemple d'étapes de fabrication
La galerie ci-dessous détaille les différentes étapes de la fabrication d'un panier à jour en osier, telles qu'elles sont mises en scène à la Maison de la Vannerie de Fayl-Billot.

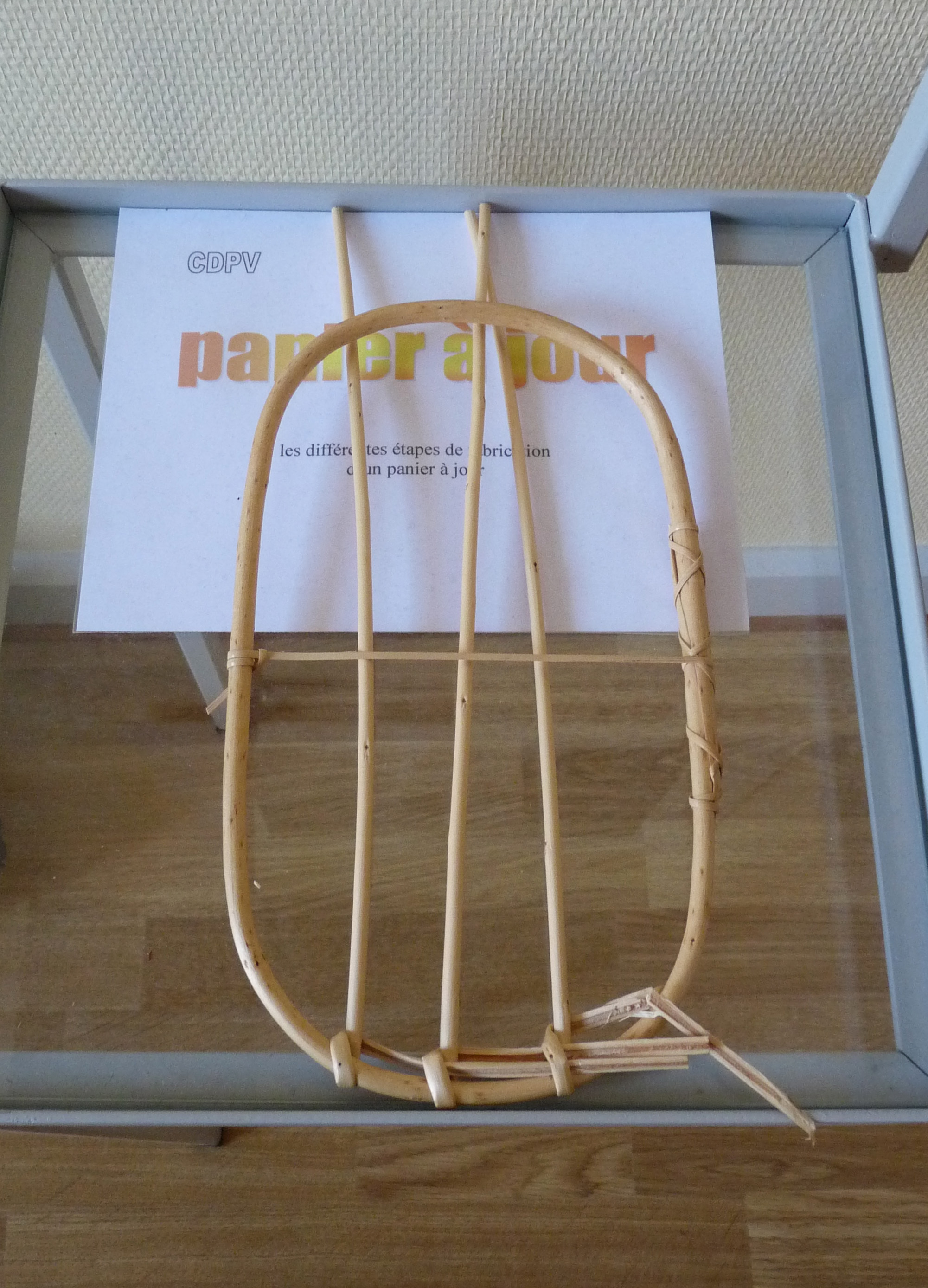
Façonnage du fond
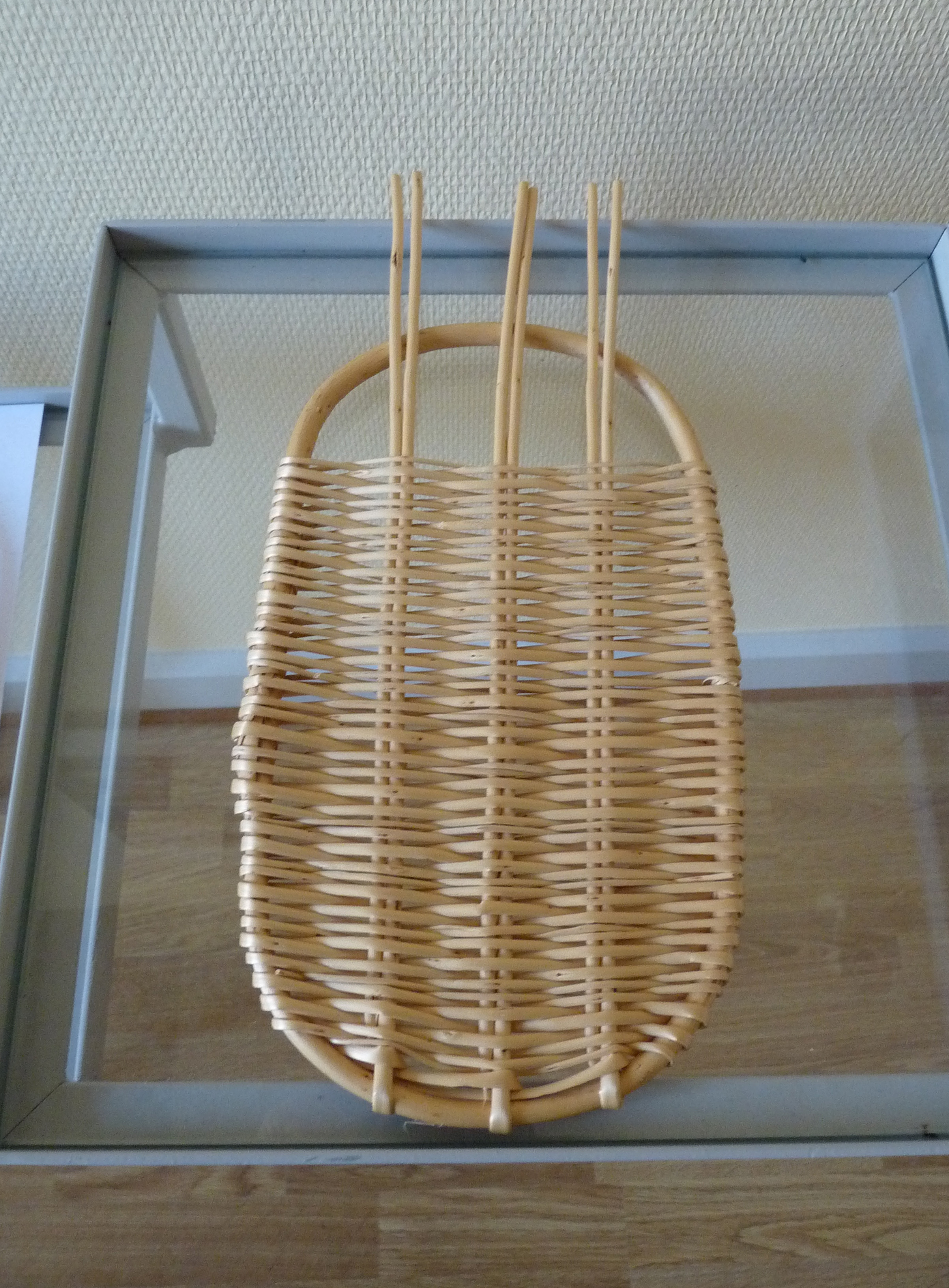
Tressage du fond
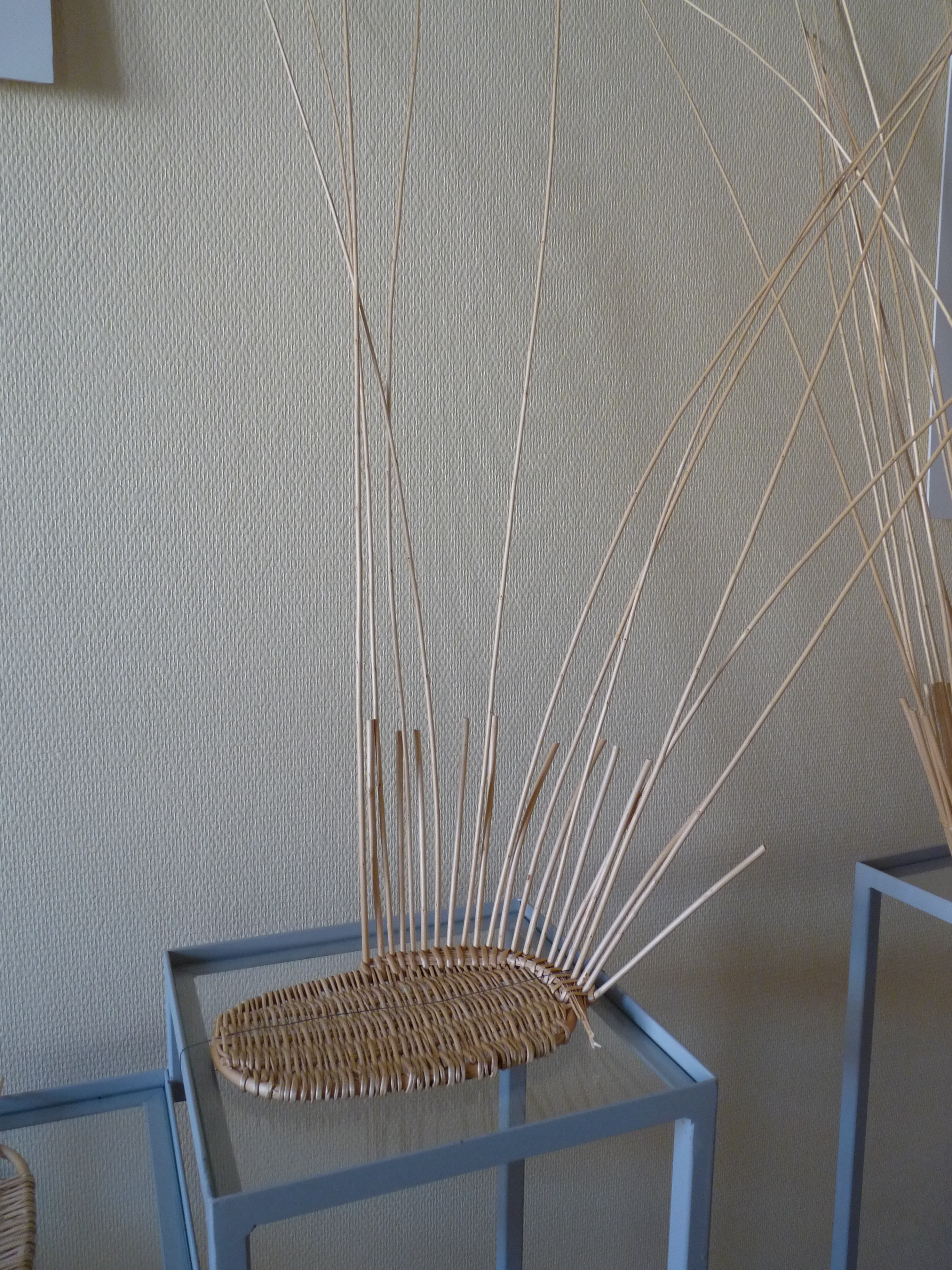
Piquage des montants
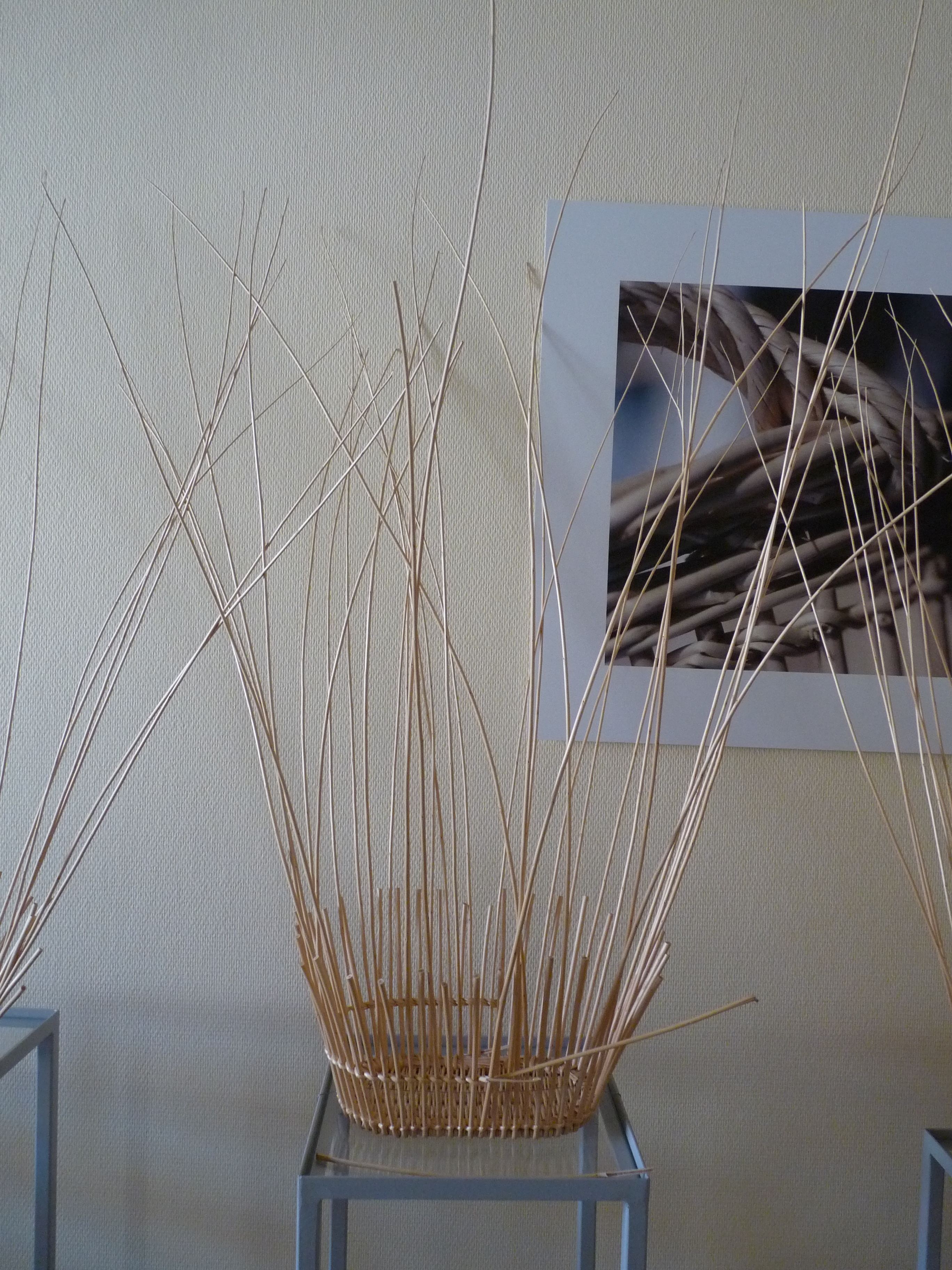
Montage à jour avec une tresse en super
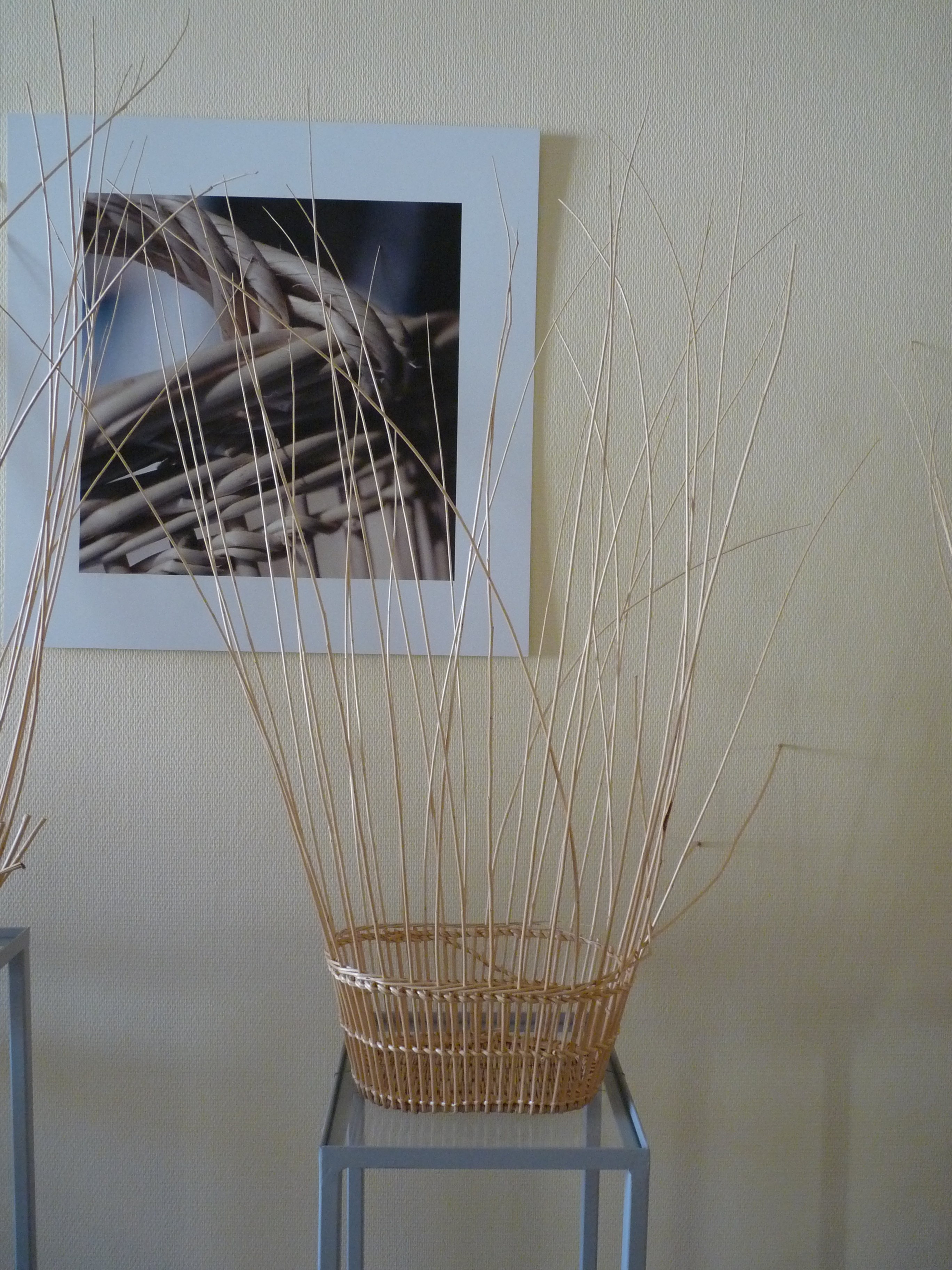
Tressage de la torche
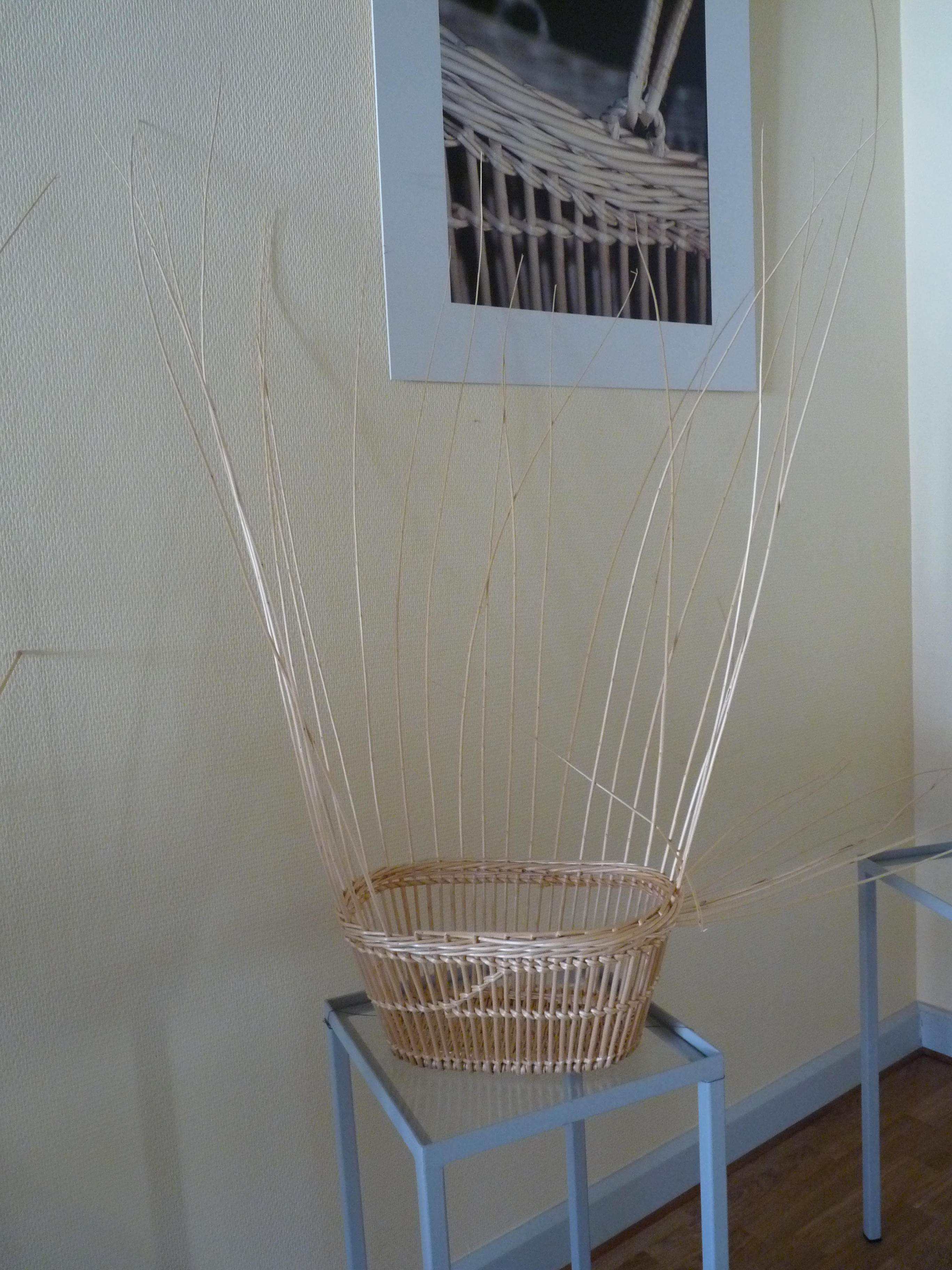
Clôture
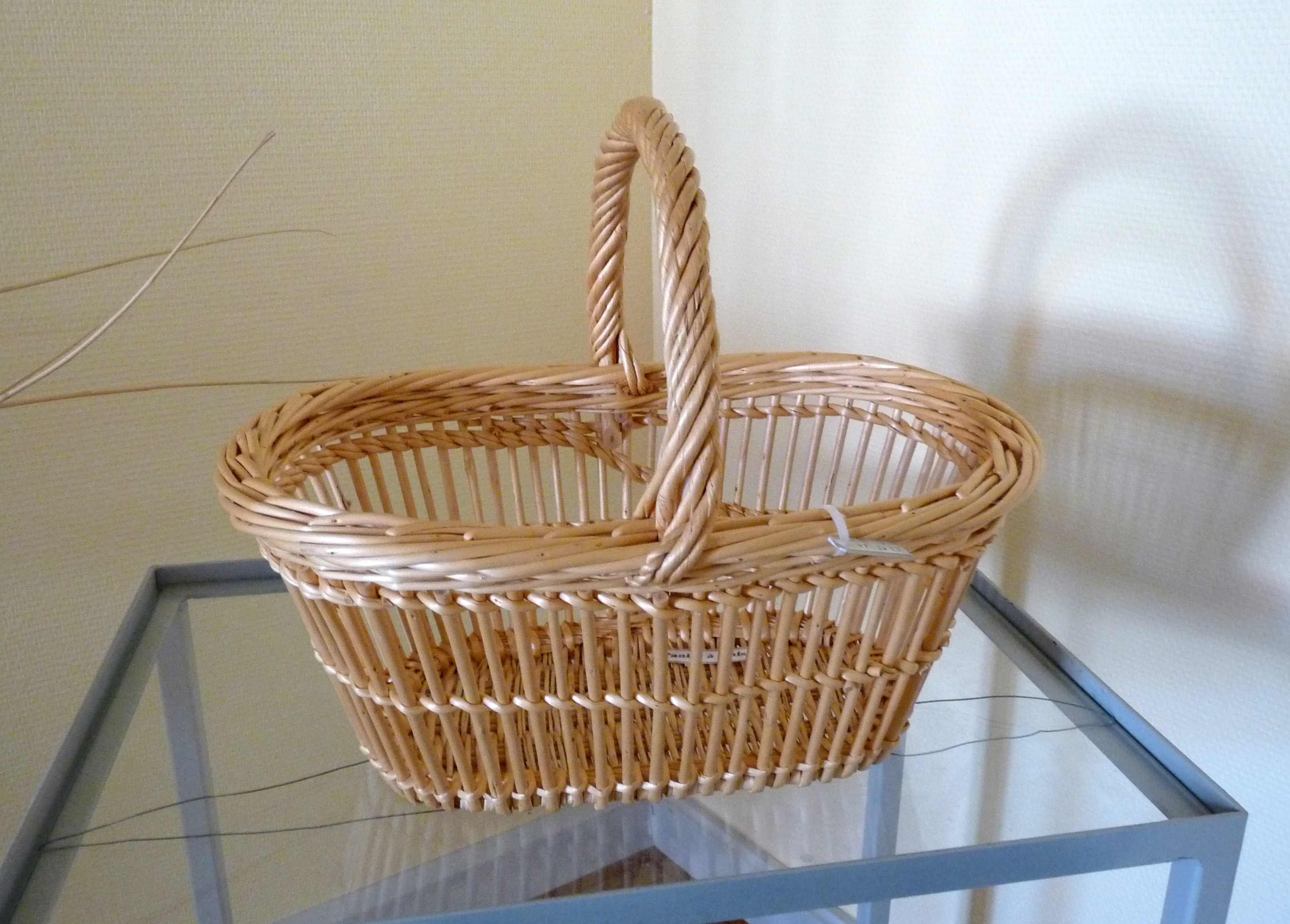
Le panier achevé avec une anse

### Outils

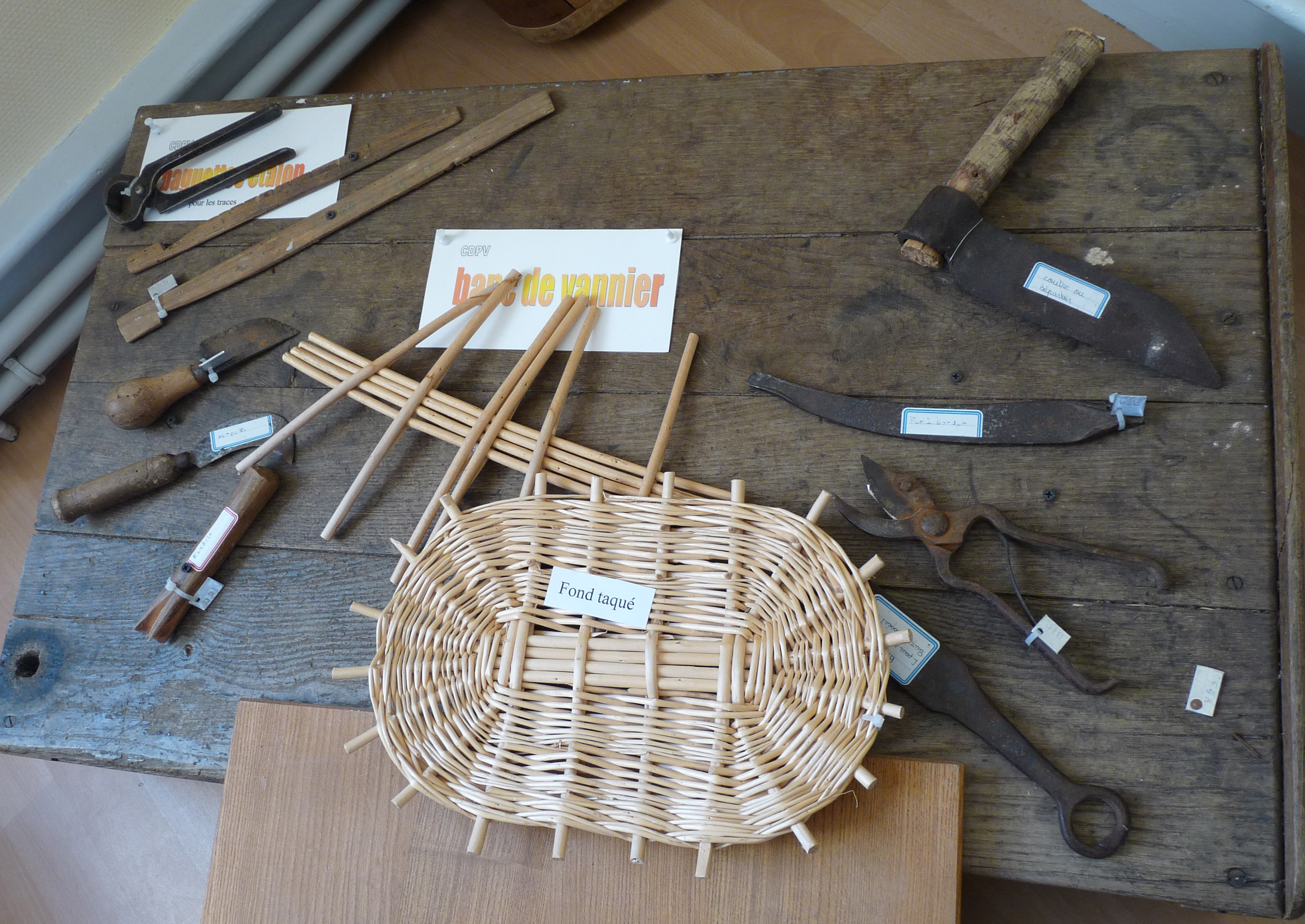
Banc et outils de vannier

La pratique de la vannerie demande l'usage de mains lestes et de doigts forts et résistants, ainsi que très peu d'outils manuels : 
- à commencer par le couteau de vannier à bout légèrement recourbé, par exemple pour couper les brins,
- différents modèles de fendoirs faits de bois dur (buis, houx) destinés à fendre les brins d'osier dans leur longueur en trois ou quatre parties égales ;
- le trusquin destiné à ôter la moelle des brins refendus et, en passes successives, à diminuer l'épaisseur pour obtenir des brins plats d'une grande souplesse (éclisse) ;
- le ciroir ou peleuse (aujourd'hui mécanisé) destiné à écorcer les brins d'osiers qui prendront alors le nom d'osier blanc ;
- la batte qui est une sorte de marteau plat, a deux fonctions : en premier, égaliser par tassage les motifs de tressages entre les montants au cours des phases de fabrication ; en second, le trou calibré dans le bout du manche est une solide clé qui aide au pliage des brins de très forte section.

D'autres outils non spécifiques complètent l'outillage : serpettes, poinçons, maillet en bois et sécateur dont l'usage s'est généralisé tant pour la récolte que pour le travail à l'atelier.

## Économie et écologie
L'économie et les techniques de la vannerie changent avec les transformations du commerce, de la société et de l'environnement: la vannerie est un artisanat particulièrement vulnérable face au mauvais climat. L'organisation de cet artisanat est traversée par les processus socio-culturels de la société qui l'entoure. Dans les sociétés urbanisées, la vannerie et ses produits forestiers non ligneux jouent souvent à la marge des économies et des écologies urbaines, et participent à une reconfiguration des régimes de propriété. Ainsi, l'urbanisation et la gentrification font pression sur les artisans et les plantes vannières.
Les matériaux végétaux utilisés pour la vannerie se cueillent de manière informelle,, suivant les principes de l'agroforesterie paysanne ou d'autres normes de gestion durable. Dans ce sens, les matériaux offerts par les plantes utilisées en vannerie sont des services écosystémiques, particulièrement dans les zones humides. Il existe cependant des monocultures dédiées à la vannerie, comme l'osiériculture. Certaines plantes toutefois, comme le foin d'odeur, ne se laissent pas bien cultiver en horticulture, mais se portent mieux en étant cueillies qu'en étant laissées à elles-mêmes. Un autre commun utilisé comme matériau de vannerie sont les déchets dans les sociétés industrialisées.
La vannerie demande de la patience et l'investissement de beaucoup de travail. Il existe cependant des techniques très rapides de vannerie produisant des objets à usage unique.
La connaissance des plantes bonnes pour la vannerie, des bonnes manières de les récolter et du contexte écologique est un savoir écologique traditionnel. Par exemple, en Californie, la vannerie de l'herbe deergrass est liée à l'intendance du paysage à travers l'écobuage. Les connaissances botaniques liées à la vannerie sont précises et complètes. Les innovations technologiques peuvent accompagner les traditions vannières dans la restauration des écosystèmes et de la biodiversité.
La vannerie est prise dans les logiques de patrimonialisation et acquiert de la valeur au sein des industries touristiques à travers son image traditionnelle,. La commercialisation intensive de la vannerie au sein des marchés touristiques crée toutefois une pression économique pouvant mener à une exploitation destructrice des plantes. Ces pressions économiques et écologiques peuvent être résolues en prenant soin des problèmes sociaux qui les sous-tendent.
Dans les cas où la transmission des savoir-faire vanniers est mise à mal par des facteurs économiques et culturels, des politiques d'aide publique servent à soutenir cet artisanat. Le soutien porté à l'artisanat de la vannerie fortifie d'ailleurs économiquement l'ensemble d'une communauté. À rebours, l'enseignement de la vannerie aide aussi à réparer les divisions intergénérationnelles et remettre en marche la transmission des savoirs.
La vannerie a également nourri la recherche des anthropologues. La connaissance anthropologique des vanneries autochtones et leur intégration dans les archives muséales a pu jouer un rôle dans le développement de politiques colonialistes.

## Genre
La vannerie est souvent un enjeu des rôles de genre. Par exemple, chez les Inuits, la vannerie est une activité plutôt féminine, et chez les Newar plutôt masculine. En ce que la vannerie est un travail impliquant intimement le corps et le matériel, et s'inscrivant au moins partiellement dans une économie collective de subsistance, elle est un facteur important de fierté genrée,, qui démontre les aptitudes et le savoir de ses détenteurs. Dans la société ashaninka, la vannerie est dévolue aux femmes, mais ce sont les hommes qui leur dictent les motifs, exerçant ainsi une domination patriarcale. Dans les sociétés où la vannerie est un artisanat des femmes, il peut cependant aussi participer à leur indépendance économique.
La vannerie a une place essentielle dans la culture cherokee, et particulièrement pour les femmes, qui à travers cet artisanat entretiennent leurs relations avec leurs parents humains et autres qu'humains et se battent pour l'épanouissement de leur monde.

## Esthétique

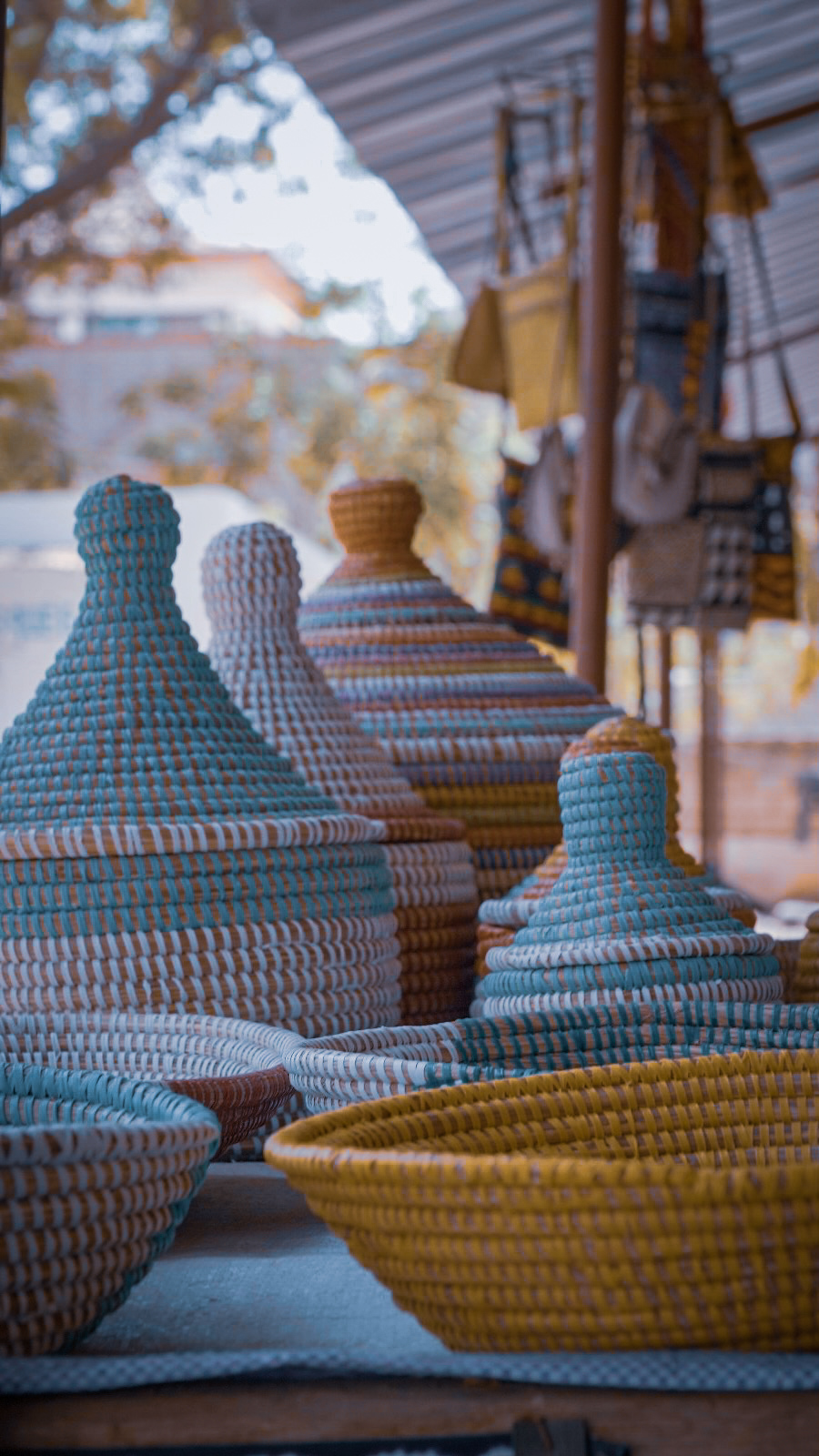
Paniers de décoration du Sénégal

La beauté de la vannerie est liée à sa grande polyvalence qui fait qu'elle peut accompagner tous les moments de la vie humaine, et à sa capacité à inscrire les activités humaines dans les rythmes des environnements naturels. Les objets de vannerie utilisés pendant la vie d'une personne sont parfois enterrés avec elle.
Pour plusieurs nations d'Amérique du Nord, la vannerie a joué un rôle dans la création du monde. Le tressage des végétaux y est souvent pratiqué comme un symbole de l'harmonie. La vannerie sert ainsi à désigner par métaphore le droit cri, appelé entre autres le wiyasiwêwin, litt. le tressage. La vannerie nêhiyaw est aussi un lieu de résistance à la commodification coloniale des arts et de la culture.
Par ailleurs, la vannerie est souvent un support d'identités nationales, particulièrement en tant que symbole d'authenticité culturelle et de tradition par opposition à l'économie capitaliste globalisée, par exemple à Bornéo ou au Portugal. Un agaseke, une vannerie traditionnelle représentant la paix, figure sur l'emblème du Rwanda, et le sombrero vueltiao est un symbole national en Colombie. Dans les phénomènes de construction de l'identité nationale, on peut concevoir les réappropriations de la vannerie comme des formes de « consommation symbolique ». Au Québec, la gestion des collections de vanneries autochtones interroge la décolonisation des musées.
Pourtant, bien que la vannerie soit un artisanat traditionnel, cela ne veut pas dire qu'il est figé dans le temps comme peuvent le présenter les usages nationalistes: ses pratiquantes entretiennent sa vitalité et il est possible de penser la vannerie de manière flexible à partir de sa pratique même,. Ainsi, l'usage de la vannerie dans la résurgence mbya par exemple est une métamorphose et une continuation de l'importance de la « subsistance-prédation » dans cette culture par adaptation aux enjeux actuels de la société. La vannerie peut ainsi s'enrichir de toutes sortes de technologies, jusqu'aux plus modernes.
Les critères sociaux de la beauté des vanneries dépendent d'une tension entre inscription dans une tradition et créativité artistique, dont les modalités sont dues en partie aux conditions sociales de sa production, par exemple la production en groupe ou isolée ou les réseaux sociaux autour de l'artisanat. La découverte de nouveaux motifs n'est ainsi pas tout à fait une invention, mais plutôt le développement expérimental des principes existants.
L'enseignement de la vannerie peut aussi être une forme d'ergothérapie pour son caractère moteur et ludique. Il peut aussi être un outil pédagogique pour l'enseignement des mathématiques,,.

## Dans le monde

### Europe
Les différents groupes Roms et de Gens du voyage comptent beaucoup de vanniers,. Il s'agit même d'une tradition caractéristique des Sepetçis. En Andalousie, alors que de grandes pertes de connaissances ethnobotaniques sont à déplorer depuis les années 80 dans la population générale à cause de l'exode rural, les communautés gitanes entretiennent et cultivent les savoirs des plantes, des milieux et de la vannerie.
En Grande-Bretagne, le Somerset connait une osiériculture très développée, et il y a une grande statue en osier.
Certains villages français ont un lien avec la vannerie, on peut citer par exemple :
- la ville de Fayl-Billot, en Haute-Marne, où une coopérative regroupe une vingtaine de vanniers avec un magasin de vente
- le village de Villaines-les-Rochers, en Indre-et-Loire, où la coopérative de vannerie, fondée en 1849, regroupe 70 vanniers ;
- Le Boisle (Somme)

Il y a également de nombreux savoir-faire vanniers en Bretagne, qui s'inscrivent dans une longue histoire. Certains sont inscrits à l'Inventaire du patrimoine culturel immatériel en France :
- le baskodenn
- la bosselle
- la mãnn du Trégor
- la vannerie sur arceaux
- le panier de Mayun

En Belgique, les vanniers confectionnent les treilles constituant le tablier des ponts de claies.
Dans les Pays-Bas, les matelas-fascine (nl) servent à l'aménagement du territoire.
En Allemagne, on rencontre des ruches en vannerie (de) utilisées spécifiquement pour produire du miel de bruyère.

#### L'École nationale d'osiériculture et de vannerie

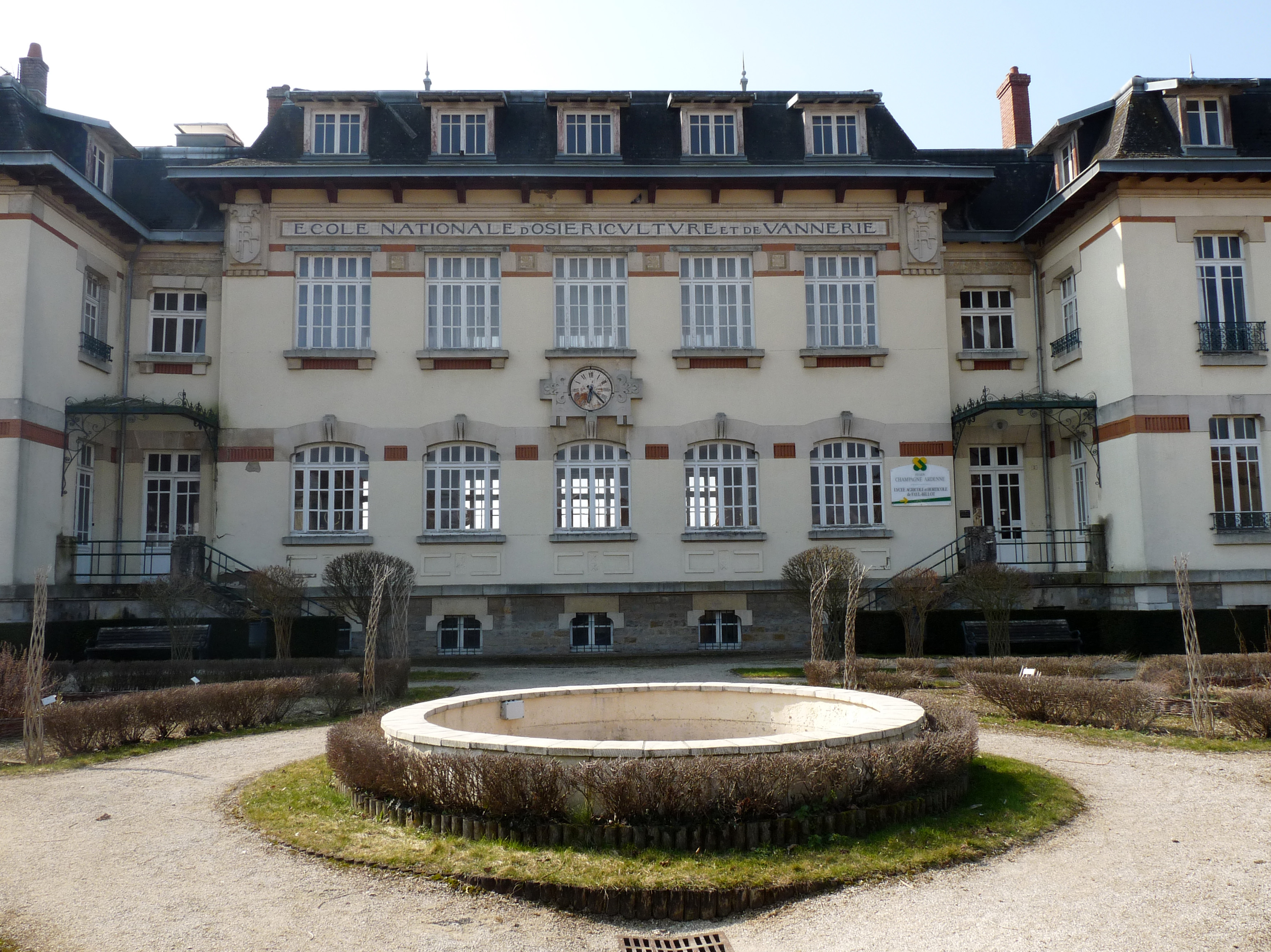
École nationale d'osiériculture et de vannerie à Fayl-Billot (Haute-Marne)

Située à Fayl-Billot, dans la Haute-Marne, ce centre de formation professionnelle et de promotion agricole est le prolongement de plus d'un siècle d'enseignement de la vannerie dans cette ville. L'école fut fondée par Eugène Bottot, maire de Fayl-Billot de 1900 à 1908 et président de la Fédération cantonale du Comité Radical et du Comité socialiste[réf. nécessaire]. Le bâtiment originel a rouvert en 2023 après une dizaine d'années de fermeture.

### Guyanes

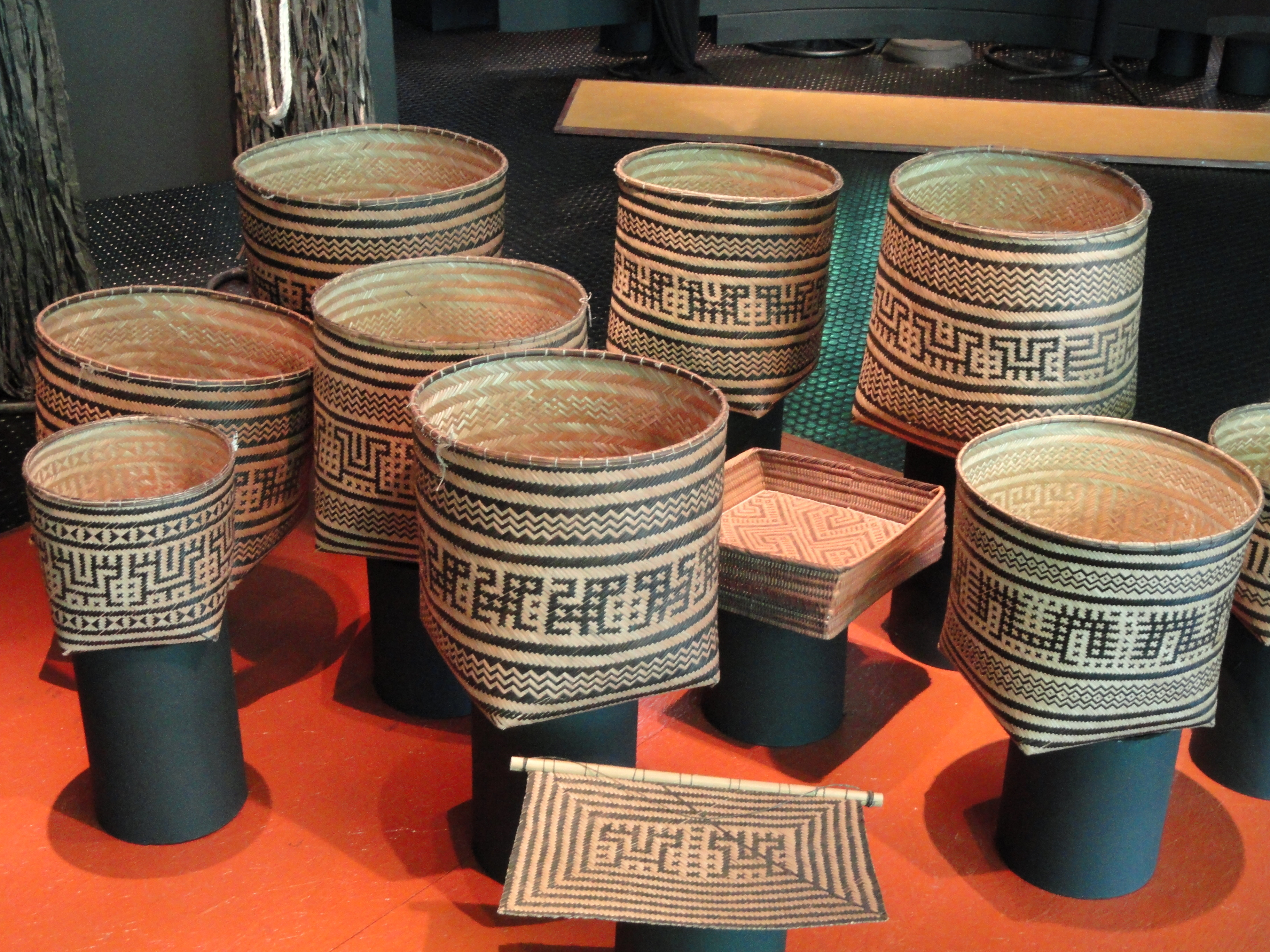
Motifs wayana

Dans plusieurs sociétés guyanaises, des vanniers cultivent de riches savoir-faire. Les motifs des vanneries wayana sont très variés. Ces motifs ont des significations complexes. Ils peuvent être des supports pédagogiques dans l'enseignement scolaire de l'histoire de l'art des cultures guyanaises.

### Afrique de l'Ouest
Il y a beaucoup de vanniers en Afrique de l'Ouest, avec des cultures riches, par exemple au Cameroun. Les colons français ont joué un rôle dans la constitution au Cameroun d'une économie de la vannerie destinée à l'exportation et au tourisme. Similairement, il existe au Niger des formes de vannerie « touristiques », avec des systèmes économiques et une culture complexe.

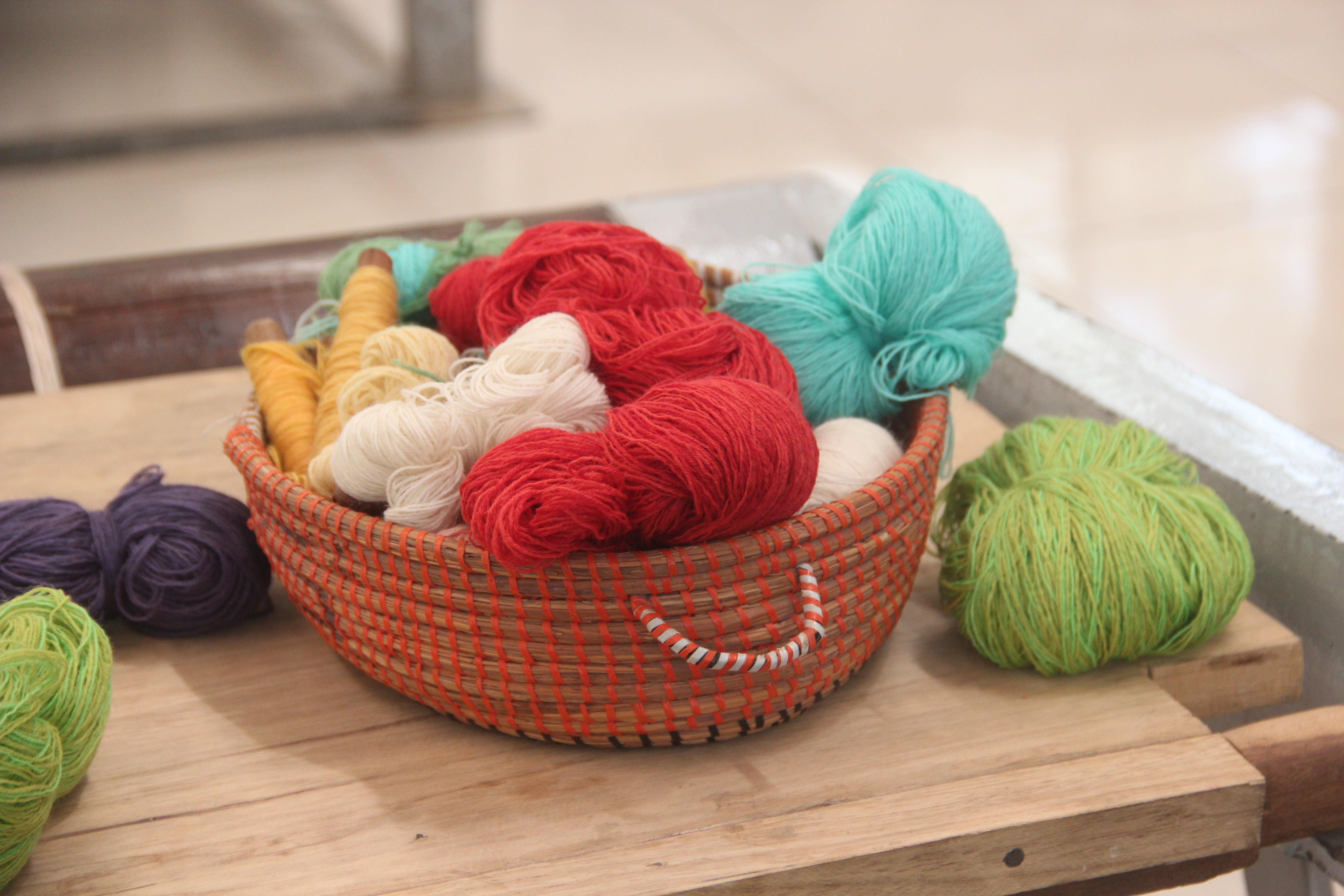
Panier traditionnel sénégalais contenant des bobines de fil de tissage.

### Afrique de l'Est
Au Kenya, les vannières réalisent des paniers ciondo qui sont uniques.

### Afrique australe
La vannerie est particulièrement pratiquée au Nord-Ouest du Botswana, avec un usage généralisé et des motifs traditionnels. Les techniques vannières du Botswana ont même été réappropriées par les Wounaan en Colombie.

### Cône Sud
La vannerie des peuples autochtones d'Argentine est une tradition remontant à avant la colonisation, et n'est pas une importation de la péninsule Ibérique comme cela a pu être prétendu. Depuis les années 70, la vannerie de la province de Formosa a connu un regain de créativité après le tournant du millénaire, dans un contexte de réinterprétation de la valeur d'authenticité ancestrale comme un exotisme valorisé au sein d'un marché international de consommation de l'art.

### Andes
La vannerie des bidonvilles de la périphérie de Lima est très riche et s'inscrit dans une histoire multiséculaire.

### Asie du Sud-Est
Les gens du Timor oriental confectionnent les paniers koba.

### Océanie
Les femmes kanak de Lifou tressent des nattes avec des motifs colorés, qui font leur fierté.